# Concertul pentru violoncel (Dvořák)
Concertul pentru violoncel în Si minor, Op. 104, B. 191, al lui Antonín Dvořák a fost ultimul concert solo al compozitorului și a fost compus pentru prietenul său, violoncelistul Hanuš Wihan, deși violoncelistul englez Leo Stern a fost cel care a interpretat la premieră. Este una dintre cele mai cunoscute compoziții ale lui Dvořák precum și una dintre cele mai importante lucrări din repertoriul pentru violoncel și orchestră.

## Orchestrație și structură
Concertul este orchestrat pentru două flauturi (al doilea dublează piculina), două oboaie, două clarinete, doi fagoți, trei corni, două trompete, trei tromboni, tubă, timpane, trianglu (doar în ultima parte), coarde și violoncel solo.
Concertul este structurat în trei părți:
1. Allegro (Si minor - Si major)
2. Adagio, ma non troppo (Sol major)
3. Finale: Allegro moderato - Andante - Allegro vivo (Si minor - Si major)

O interpretare tipică durează aproximativ 40 de minute.

## Istoric
În 1865, la începutul carierei sale, Dvořák a lucrat la un concert pentru violoncel în La major (B. 10), compus pentru violoncelistul Ludevít Peer. A oferit partitura (cu acompaniament de pian) lui Peer pentru recenzie dar nici el nici Dvořák nu au avut intenția de a finaliza concertul. A fost recuperat de la reședința lui Dvořák în 1925.
Hanuš Wihan, printre alții, au comandat de mai multe ori un concert pentru violoncel dar Dvořák a refuzat de fiecare dată, declarând că violoncelul este un instrument orchestral bun dar total insuficient pentru un concert solo. Într-o scrisoare adresată unui prieten, Dvořák a scris că el însuși este poate cel mai surprins de decizia sa de a compune un concert pentru violoncel, în ciuda numeroaselor sale ezitări.
Dvořák a compus concertul la New York în al treilea său mandat ca director al National Conservatory. În 1894 unul dintre profesorii de la Conservator, Victor Herbert, și el un compozitor, a finalizat Concertul pentru violoncel nr. 2 în Mi minor, Op. 30, pe care l-a prezentat printr-o serie de concerte începând cu 9 martie. Dvořák a audiat cel puțin două interpretări ale concertului și a fost inspirat pentru a onora comanda lui Wihan de a compune propriul său concert pentru violoncel. Herbert a fost violoncelistul principal în orchestra care a interpretat premiera Simfoniei nr. 9 a lui Dvořák pe 16 decembrie 1893 și a compus concertul său în aceeași gamă, Mi minor. Partea a doua a concertului lui Herbert era în Si minor, ceea ce l-ar fi inspirat pe Dvořák să compună concertul său în această gamă. A început să lucreze la concert pe 8 noiembrie 1894 și l-a finalizat pe 9 februarie 1895.
După ce văzut partitura Hanuš Wihan a făcut câteva sugestii de îmbunătățire, inclusiv două cadențe, dar Dvořák a acceptat doar câteva modificări minore și niciuna din cadențe. Hanuš Wihan a interpretat prima dată concertul în particular acompaniat de Dvořák la pian la Lužany în August 1895. Deși nu a acceptat majoritatea sugestiilor lui Wihan, Dvořák tot dorea ca Wihan să interpreteze concertul într-o premieră la Londra în timpul vizitei sale acolo în martie 1896 și până pe 14 februarie 1896 a declarat ferm că refuză să se implice în interpretarea de la Londra dacă Wihan nu este solist. De ce Leo Stern a fost ulterior ales ca solist în locul lui Wihan este atribuit următoarelor teorii:
- Wihan a refuzat să interpreteze concertul după ce Dvořák i-a interzis să interpreteze cele două cadențe sugerate de Wihan
- Concertul de la Londra se suprapunea cu concertele Cvartetului Boem, pe care Wihan le-a acceptat deja
- Societatea Filarmonică l-a ales pe Stern fără a-l consulta pe Dvořák iar compozitorul nu a spus clar Societății că i-a promis interpretarea lui Wihan
- Stern ar fi luat legătura cu Dvořák la Praga și, după ce a devenit clar că Wihan nu mai poate interpreta la premieră, Dvořák l-a ales pe Stern în locul său[4]
- Stern a primit acordul doar după ce i-a trimis lui Dvorak două exemplare rare de porumbei[6] (Dvořák era un mare iubitor de porumbei)[7]

Există o oarecare doză de adevăr în fiecare dintre aceste teorii. Totuși, orice s-a întâmplat, nu este adevărat (după cum s-a sugerat) ca Dvořák și Wihan s-au certat. Wihan a interpretat concertul înregistrând un succes important, inclusiv sub bagheta lui Dvořák într-un concert la Budapesta pe 20 decembrie 1899, și au rămas prieteni apropiați.
Premiera concertului a avut loc pe 19 martie 1896 la Queen's Hall din Londra cu Orchestra Filarmonică din Londra sub bagheta lui Dvořák, cu Leo Stern în calitate de solist. Violoncelul la care a interpretat Stern a fost "General Kyd" din 1684, unul din cei doar 60 de violoncei realizați de Stradivarius.
Concertul a fost publicat în 1896 de N. Simrock în Berlin.
Johannes Brahms, prietenul și mentorul lui Dvořák, a compus un dublu concert pentru vioară și violoncel în 1887, cu opt ani înainte de concertul lui Dvořák. În 1896 Robert Hausmann l-a interpretat la reședința sa cu Brahms la pian și se spune că Brahms a declarat: "Dacă știam că este posibil să compui un asemenea concert pentru violoncel, aș fi încercat și eu unul". Pe 7 martie 1897 Brahms a audiat interpretarea lui Hugo Becker a concertului împreună cu Filarmonica din Viena și i-a spus prietenului său Gänsbacher înainte de concert: "Astăzi vei auzi o piesă adevărată, o piesă masculină!"
Partitura originală a lui Dvořák, înainte de a accepta sugestiile lui Wihan, a fost descrisă ca fiind "mult mai muzicală" și această versiune este interpretată din când în când. Pe tot parcursul lucrării există un motiv care amintește de muzica folclorică americană. S-a sugerat că Dvořák a fost puternic influențat de muzica Amerindienilor și a folosit-o ca inspirație pentru concertul său pentru violoncel.